# Шарыпов, Николай Сергеевич

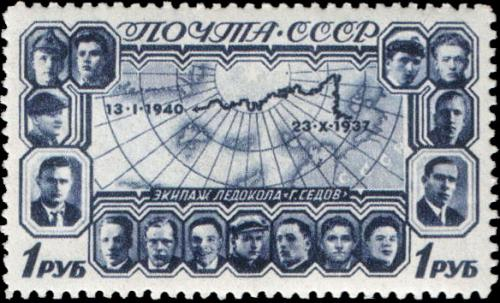
Экипаж ледокола «Георгий Седов»

Никола́й Серге́евич Шары́пов (1915 год, Архангельск — 1979 год, Москва) — машинист парохода ледокольного типа «Георгий Седов» Главного управления Северного морского пути. Участник Великой Отечественной войны. Герой Советского Союза.

## Биография
Николай Шарыпов родился в рабочей семье в Архангельске 28 ноября 1915 года.
В 18 лет закончил Архангельский морской техникум, по окончании которого работал на заводе «Красная кузница», занимался ремонтом ледокольного парохода «Садко». Принимал участие в плаваниях на судах Мурманского торгового пароходства.
С августа 1937 по январь 1940 года, являясь машинистом на пароходе ледокольного типа «Георгий Седов», стал невольным участником легендарного дрейфа по Северному Ледовитому океану, в ходе которого проявил себя мужественно и стойко.
3 февраля 1940 года Президиумом Верховного Совета СССР был выпущен указ о присвоении машинисту парохода ледокольного типа «Георгий Седов» Шарыпову Николаю Сергеевичу звания Героя Советского Союза с вручением ордена Ленина и медали «Золотая Звезда» (№ 236) за «… проведение героического дрейфа, выполнение обширной программы исследований в трудных условиях Арктики и проявленное при этом мужество и настойчивость» и выдаче денежной премии в размере 25000 рублей. Николай стал самым молодым Героем СССР, получившим это звание в мирное время.
Принимал участие в Великой Отечественной войне, уйдя на неё добровольцем. В Сталинградской битве командовал разведвзводом. Был тяжело ранен.
По окончании войны Николай Шарыпов жил некоторое время в Мурманске, работал в Мурманском арктическом пароходстве. Затем переехал в Москву.
Умер 16 декабря 1979 года.

## Награды
- Золотая Звезда Героя Советского Союза,
- орден Ленина,
- орден Красной Звезды,
- медали.